# Rhipicephalus appendiculatus
Rhipicephalus appendiculatus, conocida como garrapata café de la oreja, es un artrópodo ectoparásito hematófago de la familia Ixodidae distribuida en el occidente y sur de África.

## Taxonomía
Sinonimia
- Eurhipicephalus appendiculatus Lounsbury, 1906[3]
- Rhipicephalus appendiculatus Pomerantsev, 1936
- Rhipicephalus appendiculatus Santos Dias, 1955